# USS Lexington (CV-16)
«Лексингтон» (англ. USS Lexington (CV/CVA/CVS/CVT/AVT-16)), также известный как «Голубой Призрак» (англ. «The Blue Ghost») — американский авианосец типа «Эссекс» времён Второй мировой войны.

## Строительство
При закладке корабль получил имя «Кабот» (англ. «Cabot»). Однако, 16 июня 1942 года, был переименован в «Лексингтон» в честь авианосца USS Lexington (CV-2), погибшего в мае того же года во время Сражения в Коралловом море.
Заложен 15 июля 1941 года на верфи Fore River Shipyard. Спущен на воду 23 сентября 1942 года. Вступил в строй 17 февраля 1943 года.

## Служба
Прибыл в Пёрл-Харбор 9 августа 1943 года. Участвовал в боевых действиях против Японии на Тихоокеанском театре военных действий, получив 11 боевых звезд.
23 апреля 1947 года выведен в резерв.
Модернизировался по проекту SCB-27C на верфи Puget Sound NSY (штат Вашингтон). Вступил в строй 1 сентября 1955 года.
С 1962 года использовался в качестве учебного авианосца при Центре подготовки морских летчиков в Пенсаколе, совершая учебные плавания в Мексиканском заливе.

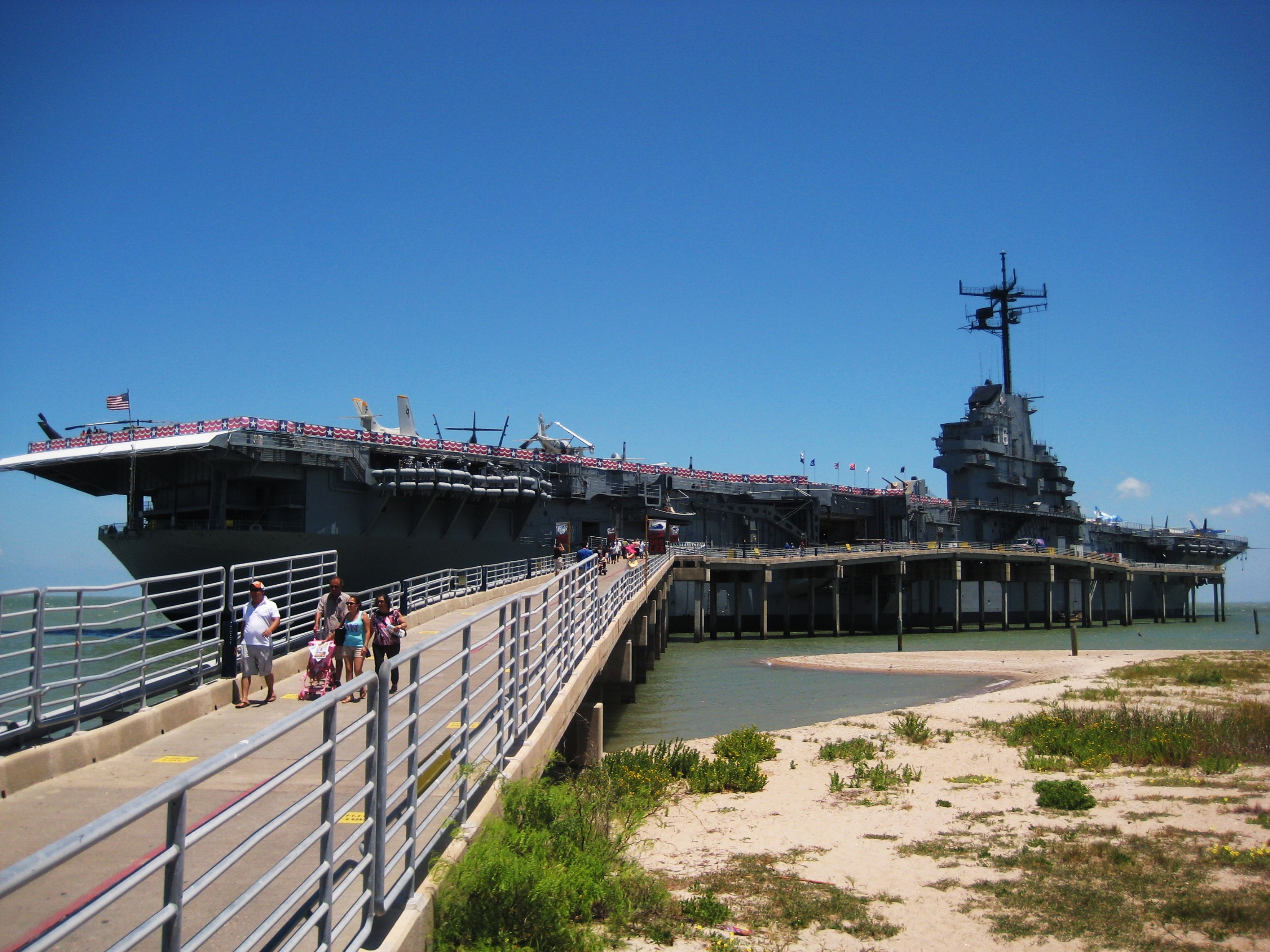
Плавучий музей USS Lexington (CV-16)

1 октября переклассифицирован в CVA-16.
1 октября 1962 года переклассифицирован в CVS-16.
1 июля 1969 года переклассифицирован в CVT-16.
1 июля 1978 года переклассифирован в AVT-16.
Выведен из боевого состава флота 8 ноября 1991 года и 30 ноября 1991 года списан.
С 14 ноября 1992 года открыт как плавучий музей в городе Корпус-Кристи (штат Техас) 27°48′54″ с. ш. 97°23′17″ з. д..